# Рудне (Єврейська автономна область)
Рудне (рос. Рудное) — село у Облученському районі Єврейської автономної області Російської Федерації.
Входить до складу муніципального утворення Ізвестковське міське поселення. Населення становить 110 осіб (2010).

## Історія
Згідно із законом від 26 листопада 2003 року органом місцевого самоврядування є Ізвестковське міське поселення.

## Населення
| 2002 | 2010 |
| ---- | ---- |
| 169  | ↘110 |